# Pozo de Urama
Pozo de Urama is een gemeente in de Spaanse provincie Palencia in de regio Castilië en León met een oppervlakte van 13,81 km². Pozo de Urama telt 28 inwoners (1 januari 2016).

## Demografische ontwikkeling
Bron: INE, 1857-2011: volkstellingen